# Hôtel Desportes de Linières
L’hôtel Desportes de Linières, ou hôtel Belin de Béru, est un hôtel particulier situé dans la ville du Mans au 9 rue des Boucheries dans le quartier des Halles. 

## Présentation
Cet hôtel date du milieu du XVIIIe siècle, de 1760 très précisément. L'hôtel fut miraculeusement rescapé de multiples opérations de reconstruction successives, et notamment celles des Filles-Dieu et de la place de l'éperon. Pendant longtemps, l'édifice fut menacé et délaissé. Il fut dépouillé de ses précieux intérieurs notamment de ses parquets et de ses cheminées. Pourtant, l'édifice était d'ores et déjà classé. Le lierre finit par dévorer le tuffeau des ornements. Ce n'est qu'au milieu des années 1980 que le nouveau propriétaire et l'architecte des bâtiments de France s'attellent à relever la maison à sa beauté initiale. L'hôtel Desportes de Linières se situe en haut de la place de l'éperon et fait partie des plus anciens édifices de la place avec l'ancien grenier à sel (et les termes de Vindunum sous les Beaux-arts). Son plan d'habitation semble rectangulaire mais il constitue un quadrilatère irrégulier avec un seul angle droit, au sud-est. La façade principale fut autrefois cachée derrière de hauts murs donnant sur la rue des boucheries. La façade est ainsi exposée plein sud et surplombait à l'origine un vaste jardin.
Les façades et toitures, le grand escalier, l'antichambre, la chambre, la salle à manger et l'ancien salon au rez-de-chaussée, la salle à manger et trois chambres au premier étage du n°9 rue des Boucheries sont inscrits au titre des monuments historiques le 13 octobre 1975. Les façades, toitures et le grand escalier du n°97 rue des Boucheries sont inscrits le 10 février 2015

## Architecture générale
L'hôtel est bâti sur trois niveaux de baies régulières. Les lignes horizontales se composent de six portes fenêtres dont les arcs sont reliés par un bandeau courant tout le long de la façade. Les linteaux en arc brisé sont la marque d'un style très en vogue au moment de la création du bâtiment. Le premier étage se compose de six fenêtres à garde-corps et fer forgé. Les linteaux sont marqués de clefs saillantes ornées de style Louis XV soit des palmes et des masques. À l'étage les garde-corps se trouvent ornés des initiales DLL enlacées. Celles-ci signifient Desportes de Linières ainsi que Mlle Leprince, épouse dudit duc. Au deuxième étage s'ouvre le troisième niveau avec six lucarnes mansardées en pierre de taille. Le pignon de la rue des Boucheries comporte deux travées de fenêtres et de lucarnes avec au premier étage un ornement de garde-corps et de fer forgé ainsi que des clefs sculptées. La façade sur cour, orientée plein nord, n'est qu'une façade cachée et secondaire réservée aux domestiques dont les baies sont ordonnées sans ornement. Elle est composée de cinq travées. Au niveau du rez-de-chaussée, les baies sont encadrées de pierre de roussard. À l'étage, elles sont entourées de calcaire avec des linteaux délardés, décorés de clefs saillantes. Quant aux cinq lucarnes, elles sont assez simplement de bois. Le toit possède des combles brisés ornés de corniches en pierre de taille. Le tout s'accorde avec une façade de couleur blanc rosé. Lors de la restauration de l'édifice, la gouttière fut supprimée.

## L'intérieur
Les plans intérieurs répondent à une double organisation : quatre grandes salles de maîtres au sud et quatre petites pièces de service au nord. Le bâtiment possède également un sous-sol. Les grands appartements du rez-de-chaussée sont lambrissés très finement alors que les plafonds sont décorés à l'italienne avec de superbes moulures et des rosaces centrales. À l'extrémité est se trouve le salon le plus remarquable. Ce fut également le plus touché au moment des pillages. Largement mutilé, il reste composé d'une belle cheminée de marbre de style Louis XV. Reste aujourd'hui le trumeau de stuc composé d'une grande arcade plein cintre et d'une massive clef ornée de chutes de rose et de feuilles d'acanthe. La lumière arrive dans le salon par le sud grâce à deux grandes portes fenêtres. Les deux pièces centrales sont également lambrissées. Elles demeurent plus sobres par leur taille et par leur ornement. Enfin le quatrième appartement au rez-de-chaussée se situe à l'angle du jardin et de la rue des Boucheries. Il fut au début du XIXe siècle, le salon de compagnie des propriétaires de l'époque. Il se composait d'une bonne vingtaine de sièges et d'innombrables tables de jeu. Dans l'angle nord-ouest de la maison, on trouve la cuisine dotée d'un fourneau et d'un évier en pierre. On trouvait ensuite la décharge de cuisine, la cage d'escalier et deux offices.  